# علوم شرعية
العلوم الشرعية هي مجموعة من العلوم المختصة بالشرع الإسلامي، وقد نشأت هذه العلوم خلال فترات متتالية لتأسيس المدارس الفقهية والمدارس العلمية الأخرى منذ نزل القرآن الكريم على خاتم المرسلين النبي محمد عليه الصلاة والسلام، وقد تطور العلم الشرعي عبر التاريخ بإضافة العلماء المسلمين وتفرع كثيراً إلى علوم متنوعة كثيرة أكثر من أن تُحصر، وقد ألف علماء الإسلام الملايين من الكتب لخدمة العلوم الشرعية عبر أكثر من 1400 سنة.
والعلم الشرعي نسبة للشريعة بمعنى: (ما شرعه الله على لسان نبيه من الأحكام).

## تعريف العلوم الشرعية
العلم : هو إدراك الشيء على ما هو عليه إدراكاً جازماً، وضده الجهل، الشرع : يُقصد به الشريعة الإسلامية، وهو ما تفرع عن القرآن الكريم والسنة النبوية، فالعلوم الشرعية : هي العلوم التي تفرعت عن الكتاب والسنة وإجماع علماء الشرع، كالعقيدة والفقه والقرآن وعلومه والحديث وعلومه واللغة العربية وفروعها وغيرها من العلوم الشرعية.

## أقسام العلوم الشرعية
مصدر الشريعة الإسلامية القرآن والسنة ولإستنباط الحكم من صدره الأصلي لا بد أن نكون على دراية بالعلوم المتعلقة بالقرآن والسنة النبوية وأصول الفقه حتى نستنبط الحكم الفقهي في المسألة المعينة.
مثال على ذلك: في قوله تعالى: {وأقيموا الصلاة}، في القرآن أكثر من عشرين آية تأمر بإقامة الصلاة وتمدح المصلين، وليس في القرآن كيفية الصلاة فالسنة مبينة للقرآن ومفصلة له فمعرفة أوقات الصلاة وشروطها وأركانها وواجباتها ومستحباتها غير موجود في القرآن بالتفصيل وإنما مفصلة في صحيح الأحاديث النبوية التي أجمعت الأمة على صحة نقلها وتداولها الفقهاء خلف عن سلف.
ففي وجوب إقامة الصلاة أدلة من الكتاب والسنة وإجماع الأمة وهو علم ضروري أي أنه حتى الكافر يعلم يقينا أن الصلاة واجبة عند المسلمين ضرورة العلم بحرمة الخمر وهذا ما علم بالدين بالضرورة. ليس فيه إجتهاد واستنباط حكم.
لكن في تكفير تارك الصلاة إختلاف بين فقهاء المسلمين، وسبب ذلك اختلاف ظاهر الأحاديث النبوية الواردة في هذا الباب، فالأحاديث كلها صحيحة ولكن مختلفة ظاهرا ليس حقيقة لأن ليس في السنة تناقض، فهنا يستعمل الفقهاء قواعد تسمى بأصول الفقه ومعرفة اللغة العربية وجمع الأدلة ودراستها.
فمن هنا يمكننا أن نقسم العلوم الشرعية إلى قسمين : العلوم الأساسية (الأصلية)، والعلوم الآلية، فالعلوم الأساسية (الأصلية) : هي العلوم التي يتم استخراجها مباشرة من القرآن الكريم والسنة النبوية وإجماع المسلمين وفقه العلماء، والعلوم الآلية : هي علوم الآلات، أو العلوم المساعدة التي تساعد وتخدم العلوم الأساسية.

### العلوم الأساسية (الأصلية)
العلوم الأساسية الأصلية أقسام:
1- العقيدة : وهو ما يتعلق بأركان الإيمان الستة : الإيمان بالله وملائكته وكتبه ورسله واليوم الآخر والقدر خيره وشره، وبعض علماء المسلمين من الطوائف الإسلامية مثل (المعتزلة) و(الأشاعرة) وغيرهم يُدخلون علم الكلام في علم العقيدة، متخذين من الكلام طرقا للإستدلال العقلي، ولا شك أن العقيدة تختلف بين الطوائف المنتسبة إلى الإسلام كالسلفية والجهمية والمعتزلة والأشعرية الكلابية والماتريدية والصوفية، وقد يحصل بين الطوائف والعقائد، فقد يجتمع في العالم أن يكون أشعرياً وصوفياً في نفس الوقت.
2- الفقه وهو: العلم بالأحكام الشرعية العملية المكتسبة من أدلتها التفصيلية. وما يتعلق بالمسائل والأحكام التفصيلية المكتسبة من أدلتها وهي: الكتاب، والسنة، والإجماع، والقياس. ويشمل: علم أصول الفقه، وعلم فروع الفقه والقواعد الفقهية ويبحث في موضوع فروع الفقه وهو ينقسم إلى قسمين : فقه العبادات، والمعاملات، والمذاهب الفقهية كثيرة وأشهرها المذهب الحنفي، والمذهب المالكي، والمذهب الشافعي، والمذهب الحنبلي، بالإضافة إلى مذاهب أخرى مثل: المذهب الظاهري، ومذهب الثوري، والليث بن سعد، والمذهب الزيدي، وغيرها من المذاهب الفقهية.
3 - التفسير : وهو ما يتعلق بتفسير القرآن الكريم، وينضم إليه علوم القرآن : التجويد والقراءات والناسخ والمنسوخ وغيرها، والتفسير ينقسم إلى قسمين : التفسير بالمأثور، والتفسير باللغة.
4 - الحديث: وهو يتعلق بالعلم بالأحاديث النبوية، وهو ينقسم إلى قسمين: علم الحديث رواية، وعلم الحديث دراية، ويندرج تحت علم الحديث: علم الرجال (الجرح والتعديل)، وعلم الحديث من أغزر العلوم الشرعية من حيث المصنفات والتأليف.

### العلوم الآلية أو العلوم المساعدة
وقد سبق لنا تعريفها قبل قليل.
والعلوم الآلية المساعدة تنقسم إلى أقسام :
1 - أصول الفقه : وهو يتعلق بأدلة الفقه الإجمالية كالأمر والنهي والعام والخاص والمطلق والمقيد والنسخ والمفتي والمستفتي.
2 - القواعد الفقهية : وهو يتعلق بالقواعد الشرعية الشاملة لبابٍ أو أكثر من أبواب الفقه، وهذه قواعد تستخرج من المسائل الفقهية والأدلة الشرعية، ومن القواعد الفقهية : (الأصل في الأشياء الإباحة) و(المستأجر بين يدي مؤجره كالميت بين يدي مغسله).
3 - اللغة العربية : وهو ما يتعلق بلغة العرب ويتفرع إلى علوم كثيرة (12 علماً) : النحو والصرف والأدب والشعر والاشتقاق وغيرها.
4- اصول التفسير وعلوم القرآن.
5- مصطلح الحديث.

### علوم لها علاقة بالشريعة الإسلامية أو لها علاقة بالمسلمين
هناك علوم لم تكن لتظهر وتزدهر لولا ظهور الإسلام والمسلمين، ومن هذه العلوم :
- التاريخ والسير : ويتعلق بالدول الإسلامية والأحداث التي حصلت عبر التاريخ الإسلامي.
- التراجم والطبقات : وهو يتعلق بالكتب التي تكلمت عن الشخصيات الإسلامية سواءً كانوا خلفاء أو ولاة أو علماء أو قادة عسكريين أو غيرهم.

### علماء الشرع
علماء الشرع هم العلماء الذين درسوا الشريعة الإسلامية : القرآن الكريم والسنة النبوية والمسائل الفقهية المجمع عليها والمختلف فيها وأقوال العلماء فيها، وعبر التاريخ ظهر علماء كثيرون من شتى المذاهب العقدية والفقهية.
ومن أبرز العلماء عبر التاريخ الإسلامي :
1. علماء الصحابة مثل: عبد الله بن عباس وعبد الله بن مسعود وعبد الله بن عمر ومعاذ بن جبل رضي الله عنهم.
2. علماء التابعين مثل: الفقهاء السبعة.
3. أئمة المذاهب الأربعة وهم: أبي حنيفة ومالك والشافعي وأحمد بن حنبل.
4. أصحاب أئمة المذاهب الأربعة التابعون لمذاهبهم من بعدهم وهم: الذين نقلوا المذاهب الأربعة، واجتهدوا في بعض المسائل الفرعية، مثل: أبي يوسف ومحمد من أصحاب أبي حنيفة، والنووي والرافعي من أصحاب الشافعي،

- علماء المذاهب الفقهية : كابن حزم إمام المذهب الظاهري.

### تأثير الفلسفة اليونانية على العلوم الشرعية
لا شك أن الثورة العلمية الإسلامية التي ظهرت في الخلافة العباسية ساهمت بشكل كبير في تطور العلوم الشرعية، بل إن ترجمة كتب الفلسفة اليونانية على يد الخليفة العباسي أبي جعفر المنصور تسبب بتطورات كبيرة في العلوم الشرعية وتأثرت كثير من العلوم الشرعية كالعقيدة والفقه والتفسير والحديث وأصول الفقه، فيكفيك أن تنظر في كتاب (بداية المجتهد) للفيلسوف ابن رشد المالكي لترى النفس الفلسفي عليه في علم الفقه الذي لا علاقة له من قريب ولا من بعيد بالفلسفة اليونانية.

### العلوم الشرعية والتراث الإسلامي
نتيجة الثورة العلمية النشطة والمتجددة للعلوم الشرعية ولعلماء المسلمين، قام علماء المسلمون بتصنيف الملايين من الكتب الشرعية، وقد فقدنا الكثير منها بسبب الهجمة المغولية الشرسة على الشرق الإسلامي الذي يُعتبر هو المصدر الأكبر للتراث الإسلامي، ولكن تبقى لنا منها في مكتبات المخطوطات المتناثرة في العالم حوالي 3 ملايين كتاب، ويُذكر أن المكتبة الوطنية في فرنسا تحتوي على 6 ملايين مخطوط عربي، ويوجد في المكتبة السليمانية في تركيا ما بين 70 ألف و80 ألف مخطوط عربي، ويوجد في مصر ما لا يقل عن 300 ألف مخطوط عربي، نصفها أو أغلبها موجود في دار الكتب العربية، ومن أشهر مكتبات المخطوطات : المكتبة الظاهرية في دمشق التي أنشأها الظاهر بيبرس، وتم نقلها بالكامل إلى مكتبة الأسد في دمشق.